# Bondia (àlbum)
Bondia és el cinquè disc d'estudi d'Els Pets. Fou enregistrat i mesclat l'hivern de 1997 als estudis Aurha d'Esplugues de Llobregat i als Mulinetti de (Recco, Itàlia), produït per Marc Grau i Guasch, i masteritzat als estudis Nautilus (Milà, Itàlia) per Antonio Baglio.
Aquest disc va suposar un esdeveniment, mai vist fins a la data, batent tots els rècords del grup (venent més de 100.000 còpies) i convertint l'àlbum en el disc no recopilatori més venut del rock en català. D'aquesta manera esdevenen el primer grup que reuneix en un mateix any els guardons dels premis Enderrock de Millor Grup, Millor Disc, Millor Cançó (Bon dia) i Millor Concert (Vic) de la revista Enderrock.

## Llista de cançons
Cançons compostes per Lluís Gavaldà ('Digue'm que m'estimes (encara que sigui mentida)' i 'Jaio' coescrites amb Joan Reig), 'Sebastià' composta per Joan Reig.
| Núm.          | Títol                                            | Durada |
| ------------- | ------------------------------------------------ | ------ |
| 1             | Bon dia                                          | 4:31   |
| 2             | Una fiblada a la pell                            | 3:13   |
| 3             | Massa jove per fer-me gran                       | 4:26   |
| 4             | Digue'm que m'estimes (encara que sigui mentida) | 3:43   |
| 5             | Em fa riure                                      | 2:47   |
| 6             | Una estona de cel                                | 4:08   |
| 7             | Dissimulat                                       | 3:16   |
| 8             | Jaio                                             | 3:38   |
| 9             | Sebastià                                         | 3:50   |
| 10            | Jo sóc el teu amic                               | 3:49   |
| 11            | Tard                                             | 3:24   |
| 12            | Bona nit                                         | 3:05   |
| Durada total: | Durada total:                                    | 45:14  |